# Нелюбовское (Ярославская область)
Нелюбовское – деревня на территории Покровской сельской администрации Покровского сельского поселения Рыбинского района Ярославской области . На топографической карте деревня не обозначена, на топокарте 1941 года показана как Любосково. 
Деревня расположена на автомобильной дороге Р104 на участке Углич-Рыбинск, между деревнями Сидорово (в сторону Углича) и Дурдино (в сторону Рыбинска).  Преобладает традиционная застройка, рубленные избы, фасадами на улицу. На 1 января 2007 года в деревне проживало 4 человека. . По почтовым данным в деревне 12 домов . 
Деревня Нелюбовская указана на плане Генерального межевания Рыбинского уезда 1792 года.
Автобус  связывает село с Рыбинском, Мышкиным и Угличем. Администрация сельского поселения в поселке и центр врача общей практики находится в посёлке Искра Октября, почтовое отделение в селе Покров (оба по дороге в сторону Рыбинска).